# الظاهرة (الصومعة)

تعديل مصدري - تعديل

الظاهرة هي إحدى قرى عزلة ال عبيد بمديرية الصومعة التابعة لمحافظة البيضاء، بلغ تعداد سكانها 695 نسمة حسب تعداد اليمن لعام 2004.